# BBÖ VT 60
| BBÖ VT 60 DR 724–727    | BBÖ VT 60 DR 724–727    | BBÖ VT 60 DR 724–727               | BBÖ VT 60 DR 724–727               |
| ----------------------- | ----------------------- | ---------------------------------- | ---------------------------------- |
| Nummerierung            | Nummerierung            | BBÖ: VT 60.01 DR 724               | BBÖ: VT 60.02–04 DR 725–727        |
| Umbau                   | Umbau                   | Carl Goldeband Wien                | Hauptwerkstatt St. Pölten          |
| Umbaujahr               | Umbaujahr               | 1932                               | 1933                               |
| Ausmusterung            | Ausmusterung            | 1947                               | 1948                               |
| Anzahl                  | Anzahl                  | 1                                  | 3                                  |
| Bauart                  | Bauart                  | A1 dm                              | A1 dm                              |
| Gattung                 | Gattung                 | CvT                                | CvT                                |
| Spurweite               | Spurweite               | 1.435 mm                           | 1.435 mm                           |
| Wagenkastenbreite       | Wagenkastenbreite       | 2.260 mm                           | 2.260 mm                           |
| Höchstgeschwindigkeit   | Höchstgeschwindigkeit   | 70 km/h                            | 70 km/h                            |
| Länge                   | Länge                   | 8.400 mm                           | 8.400 mm                           |
| Gesamtradstand          | Gesamtradstand          | 5.000 mm                           | 5.000 mm                           |
| Raddurchmesser Laufrad  | Raddurchmesser Laufrad  | 760 mm                             | 760 mm                             |
| Raddurchmesser Treibrad | Raddurchmesser Treibrad | 1.100 mm                           | 1.100 mm                           |
| Höhe                    | Höhe                    | 2.630 mm (bis Dachscheitel)        | 2.630 mm (bis Dachscheitel)        |
| Leermasse               | Leermasse               | 6.600 kg                           | 6.500 kg                           |
| Dienstmasse             | Dienstmasse             | leer unbekannt besetzt 9.200 kg    | leer 7.000 kg besetzt 10.840 kg    |
| Bremsen                 | Bremsen                 | Fußbremse auf vier Räder           | Fußbremse auf vier Räder           |
| Feststellbremse         | Feststellbremse         | Backenbremse auf die Getriebewelle | Backenbremse auf die Getriebewelle |
| InstallierteLeistung    | InstallierteLeistung    | 60 kW (80 PS)                      | 60 kW (80 PS)                      |
| Motorentyp              | Motorentyp              | Austro-Daimler AD 640              | Austro-Daimler AD 640              |
| Motorbauart             | Motorbauart             | Sechszylinder-Viertakt-Ottomotor   | Sechszylinder-Viertakt-Ottomotor   |
| Tankinhalt              | Tankinhalt              | 250 l                              | 250 l                              |
| Leistungsübertragung    | Leistungsübertragung    | mechanisch mit Vierganggetriebe    | mechanisch mit Vierganggetriebe    |
| Sitzplätze              | Sitzplätze              | 35                                 | 27                                 |
| Stehplätze              | Stehplätze              | 20                                 | 20                                 |
| Klassen                 | Klassen                 | 3.                                 | 3.                                 |

Der BBÖ VT 60 war ein für den Schienenverkehr hergerichteter Omnibus, der anstatt der Straßenräder mit Scheibenrädern und Spurkränzen ausgerüstet war.

## Technische Daten und Geschichte
1932 erhielten die Bundesbahnen Österreich (BBÖ) ihren ersten Schienenbus unter der Bezeichnung VT 60.01, der von der Maschinenfabrik Carl Goldeband in Wien aus einem Omnibus der Marke Perl L 8 umgebaut worden war. Das Fahrzeug war in beige-blauem Anstrich gehalten.
Das Fahrzeug erhielt eine starre Vorderachse und konnte nur in einer Richtung verkehren. An den Endstationen musste es über Drehscheiben oder einen am Fahrzeug angebrachten Wendestempel gedreht werden.
1933 folgten drei weitere Fahrzeuge fast gleicher Bauart, die von der Hauptwerkstatt St. Pölten umgebaut wurden. Alle Schienenbusse waren für den Einmannbetrieb auf festgelegten Strecken zugelassen und waren bei den BBÖ in Mistelbach eingesetzt. Nach anfänglichen Erfolgen zeigten sich die Schienenbusse den Anforderungen des Eisenbahnbetriebes nicht gewachsen, so dass sie bis 1933 aus dem Dienst zurückgezogen wurden.
1938 wurden sie von der Deutschen Reichsbahn übernommen und erhielten die Bezeichnungen 724-727. Eingesetzt waren sie nun in Villach. Ab 1940 wurden sie für den Betrieb mit Flüssiggas umgestellt. Alle Fahrzeuge überlebten den Zweiten Weltkrieg und wurden bis 1948 ausgemustert.

## Fahrzeugaufbau
Beim Umbau blieb die Karosserie des Schienenbusses im Wesentlichen unverändert erhalten. Im vorderen Teil des Fahrzeuges waren in der vorderen Hälfte der Führersitz und zwei klappbare Längsbänke vorhanden, im hinteren Teil standen zwölf Plätze auf sechs Querbänken zur Verfügung, im Radausschnitt der Antriebsachse waren die Sitze erhöht. Außerdem war eine durchgehende Rücksitzbank im Heck des Fahrzeuges vorhanden. Zugang zum Wageninneren hatten die Fahrgäste über die vordere Einstiegstür, auf der linken Seite des Fahrzeuges war vor der Heckbank eine Nottür angeordnet. Der Schienenbus besaß am hinteren Ende eine Notkupplung, am vorderen Ende einen Stoßbalken in Pufferhöhe. Auf dem Dach befand sich eine Gepäckgalerie. 
Die Räder waren derart umgestaltet worden, dass anstatt der Autoräder Scheibenräder verwendet wurden, bei denen die Radreifen angeschraubt wurden. Die Radreifendicke war mit 27 mm angegeben. Geheizt wurde mit durch die Abgaswärme beheizter Frischluft.